# مارتن أو. ماي
مارتن أو. ماي (بالإنجليزية: Martin O. May)‏ هو عسكري أمريكي، ولد في 18 أبريل 1922 في فيليبسبورغ في الولايات المتحدة، وتوفي في 21 أبريل 1945 في إيجيما في اليابان.